# Poroina Mare, Mehedinți
Poroina Mare este satul de reședință al comunei cu același nume din județul Mehedinți, Oltenia, România.